# Ermita de Santa Bárbara (Brozas)
La ermita de Santa Bárbara es un edificio histórico del siglo XVII ubicado en la villa española de Brozas, en la provincia de Cáceres. Construido originalmente como una ermita dedicada a Santa Bárbara, con el tiempo se desacralizó y pasó a utilizarse como pajar y fragua, hasta quedar actualmente abandonado.
Se ubica unos cien metros al sur del castillo de la villa, en el cruce de las calles Aldehuela y Obispo Merino.  El edificio forma parte desde 2016 del conjunto histórico de la villa de Brozas.

## Historia y descripción
Esta ermita fue fundada por Ana Silva en 1646, y en su origen dependía de la parroquia de Santa María. Por su pequeño tamaño, debió de ser una ermita de menor importancia que quedó rápidamente abandonada, pues en los informes del Interrogatorio de la Real Audiencia de Extremadura de 1790 se señala que la fiesta de Santa Bárbara se hacía en la iglesia por hallarse la imagen en el templo parroquial. El edificio fue probablemente desacralizado en la Desamortización del siglo XIX, pues en un informe de finales del siglo XIX se señala que se había desvinculado de la parroquia y había pasado a ser un pajar. En el siglo XX pasó a ser una fragua, que a finales del mismo siglo ya estaba abandonada.
Es una pequeña construcción de planta cuadrada que ha sido realizada en mampostería y fábrica de ladrillo, con las esquinas reforzadas con sillares. La ermita presenta portada de medio punto de granito, y está cubierta por una bóveda hemisférica de reminiscencias orientales. Los paramentos exteriores se rematan con una cornisa y, en su fachada principal, sobre la puerta, se levanta una espadaña de ladrillo. Sobre la portada, se conserva una piedra rectangular muy deteriorada con la inscripción "esta capilla mandó hacer Ana de Silva a su costa, año 1647". Interiormente, la edificación está muy deteriorada.